# Dicranota (Dicranota) yezoensis
Dicranota (Dicranota) yezoensis is een tweevleugelige uit de familie Pediciidae. De soort komt voor in het Palearctisch gebied.